# Oji-Cris
Les Oji-Cris sont un peuple autochtone d'Amérique du Nord. Ils habitent au Canada dans les provinces de l'Ontario et du Manitoba entre la rivière Missinaibi dans le Nord-Est de l'Ontario à l'est et le lac Winnipeg à l'ouest. Ils sont des descendants de mariages historiques entre les Ojibwés et les Cris, mais sont généralement considérés comme étant une nation distincte de ces deux groupes parents. En fait, ils résidents principalement dans une zone de transition entre les Ojibwés au sud et les Cris au nord.
Historiquement, les Oji-Cris étaient identifiés comme étant des Cris par les gouvernements canadien et britannique puisqu'ils s'identifiaient eux-mêmes comme faisant partie des Swampy Cree (en).
Traditionnellement, ils étaient appelés « Noopiming-ininiwag » (« peuple des Bois ») ou « Ajijaakoons » (« Petite Grue ») par les Ojibwés. Leur endonyme en oji-cri est « Anishinaabe » (« Humain originel »).
La langue et la culture des Oji-Cris est un mélange de traditions ojibwées et cries. La langue oji-crie, appelée « Anishinaabemowin », est plus proche de l'ojibwé structurellement, mais sa tradition littéraire ressemble davantage au cri. Il y a environ 12 600 locuteurs d'oji-cri en 2006.